# جاده همیلتون

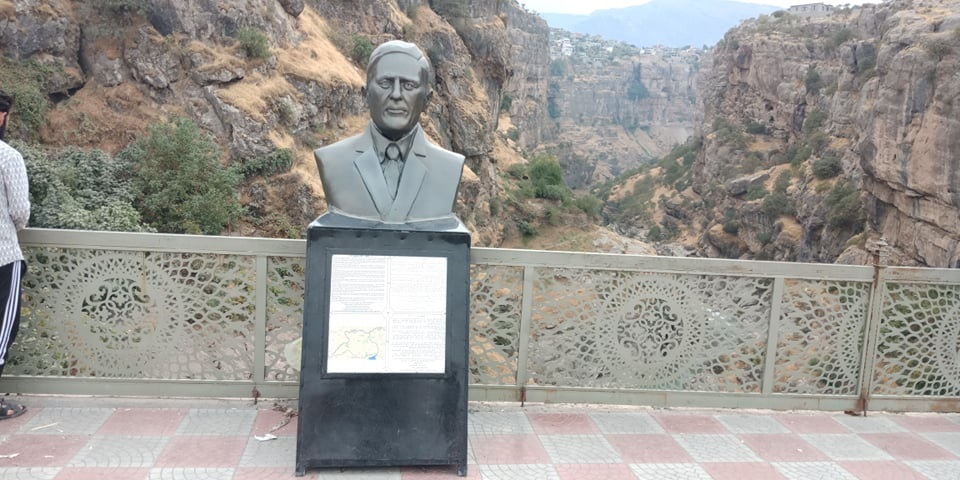
جاده همیلتون

میان سال‌های ۱۹۲۸ و ۱۹۳۲ بریتانیایی‌ها راهی راهبردی از اربیل در کردستان عراق به مرز حاجی عمران در منطقه مرزی پیرانشهر ایران کشیدند که از رواندز می‌گذشت و به نام جاده همیلتون معروف است. سازنده این جاده آرچیبالد همیلتون، مهندس اهل نیوزلند بود.
طول این جاده ۱۷۷ کیلومتر است. از سوی اربیل ۵۰ کیلومتر اول آن از تپه‌زارها و پستی و بلندی‌ها می‌گذرد اما ۱۰۰ کیلومتر بعد منطقه‌ای بسیار کوهستانی با دره‌های عمیق است و جاده در این منطقه از فراز رود زاب بزرگ نیز می‌گذرد. ساخت این راه چهار سال به درازا انجامید و در ساخت آن کارگرانی از طوایف کرد و عرب عراق کار کردند. این منطقه پیش از آن یک جاده سراسری نداشت. به خاطر دورافتادگی منطقه، هامیلتون ناچار شد پل‌هایی فلزی را ویژه این منطقه طراحی و در محل اجرا کند. به خاطر دشواری راه و کمبود وسایل در آن روزگار، هامیلتون مسیر را به‌گونه‌ای برگزید که جاده، رود زاب را تنها در سه محل رد کند اما امروزه بخش‌هایی از جاده تغییر مسیر داده و این راه در نقاط بیشتری از رودخانه عبور کرده و طول راه کمتر شده‌است.
از زمان ساخته شدن جاده سال‌های دراز این راه محل جنگ و کشمکش میان طوایف و هم‌چنین درگیری نظامی میان کردها با حکومت مرکزی بود. به‌ویژه در زمان ریاست‌جمهوری صدام حسین جنگ کردهای منطقه با حکومت مرکزی بر سر کنترل جاده همیلتون شمار بسیار زیادی کشته و زخمی برجای گذاشت.

## آرچیبالد همیلتون
آرچیبالد میلنی همیلتون (‎Archibald Milne Hamilton)‏ (۱۸۹۸-۱۹۷۲) مهندس راه و ساختمان زاده نیوزلند بود که به خاطر ساختن جاده همیلتون در کردستان عراق و هم‌چنین طراحی سامانه پل‌سازی کلندر-همیلتون معروف است.
هامیلتون چهار سال در ساخت این جاده در کردستان کار کرد و بر موانعی چون جنگ‌های طایفه‌ای، بیماری، و کاغذبازی مقامات دولتی چیره آمد. او در سال ۱۹۳۷ کتابی درباره تجربیاتش در ساخت این جاده و در مورد این منطقه نوشت به نام «راهی در کردستان: سفرهایی در شمال عراق».
این جاده از شهر رواندز می‌گذشت و این شهر به خاطر درگیری‌های خونین خانوادگی و انتقام‌های پدرکشتگی معروف بود. آرچیبالد هامیلتون در سال ۱۹۳۰ نوشت که «رواندز همواره محل اعمال شوم و قصاص‌های خونین بوده‌است. حاکمان مهم و غیر مهم آن تقریباً همگی به طور خشونت‌آمیز به قتل رسیده‌اند و امروزه نیز این روند هم‌چنان ادامه دارد.